# Euphrasia dinarica
Euphrasia dinarica là loài thực vật có hoa thuộc họ Cỏ chổi. Loài này được (Beck) Murb. mô tả khoa học đầu tiên năm 1891.